# Pentòxid de niobi
El pentòxid de niobi és el compost inorgànic amb la fórmula Nb₂O5. Un sòlid incolor, insoluble i força poc reactiu, és el precursor més estès d'altres compostos i materials que contenen niobi. S'utilitza principalment en aliatges, amb altres aplicacions especialitzades en condensadors, vidres òptics i la producció de niobat de liti.
Té moltes formes polimòrfiques, totes basades en gran part en àtoms de niobi coordinats octaèdrics. Els polimorfs s'identifiquen amb una varietat de prefixos. La forma més freqüent és l'H- Nb₂O5 monoclínic, que té una estructura complexa amb una cèl·lula unitat que conté 28 àtoms de niobi i 70 d'oxigen, on 27 dels àtoms de niobi estan coordinats octaèdricament i un tetraèdric. Hi ha un hidrat sòlid no caracteritzat,, l'anomenat àcid niòbic (anteriorment anomenat àcid columbic), que es pot preparar per hidròlisi d'una solució bàsica de pentaclorur de niobi o Nb₂O5 dissolt en HF.
El pentòxid de niobi fos té uns números de coordinació mitjans més baixos que les formes cristal·lines, amb una estructura que inclou principalment poliedres de NbO5 i NbO6.
El pentòxid de niobi s'utilitza principalment en la producció de niobi metàl·lic, però existeixen aplicacions especialitzades en la producció de vidres òptiques i niobat de liti.
Les pel·lícules primes de Nb ₂ O 5 formen les capes dielèctriques dels condensadors electrolítics de niobi.
S'ha considerat Nb₂O5 per utilitzar-lo com a ànode en una bateria d'ions de liti, atès que la seva estructura cristal·lina ordenada permet velocitats de càrrega de 225 mAh g-1 a 200 mA g-1 durant 400 cicles, amb una eficiència coulombica del 99,93%.